# Gughe
Il monte Gughe o Guge, è un monte vicino alla città di Arba Minch e il Lago Abaya in Etiopia.